# ريبريفانت (دواء)
أميفانتاماب(Amivantamab)، الذي يُباع تحت الإسم التجاري ريبريفانت(Rybrevant)، هو دواء يستخدم لعلاج سرطان الرئة ذو الخلايا غير الصغيرة .   على وجه التحديد، يعطى في الحالات المتقدمة من المرض و التي تعاني من طفرات الادراج أكسون 20 مع مستقبلات عامل نمو البشرة (EGFR)،
الأدتتدت إلى فلت العلاجات الأخرى. 
و يعطى عن طريق الحقن في الوريد. 
تشمل الآثار الجانبية الشائعة له ما يلي: الطفح الجلدي، و متلازمة إفراز السيتوكين ، و العدوى حول الأظافر، و آلام العضلات و المفاصل، و ضيق التنفس، و الغثيان، و التعب، و التورم، و القروح في الفم، و السعال، والإمساك .  قد تشمل الآثار الجانبية الأخرى أيضاً :الالتهاب الرئوي ، و مشاكل في العين، وانخفاض البوتاسيوم، وارتفاع نسبة السكر في الدم، وانخفاض الصوديوم ، و التهاب الكبد.  أما استخدامه في فترة الحمل فقد يضر الجنين.  و هو جسم مضاد أحادي النسيلة ثنائي الخصوصية يرتبط بمستقبل عامل نمو البشرة (EGF) و مستقبل الانتقال الوسيط-الظهاري (MET). 
تمت الموافقة عليه للاستخدام الطبي في الولايات المتحدة و أوروبا في عام 2021.   في المملكة المتحدة، يكلف هيئة الخدمات الصحية الوطنية حوالي 1100 جنيه إسترليني لقارورة 350 ملغ اعتبارًا من عام 2022.  و يكلف هذا القدر في الولايات المتحدة حوالي 3500 دولار أمريكي. 